# Самсонов Ілля Олексійович
Ілля Олексійович Самсонов (рос. Илья Алексеевич Самсонов; 22 лютого 1997, м. Магнітогорськ, Росія) — російський хокеїст, воротар. Виступає за «Вегас Голден Найтс» в НХЛ.
Вихованець хокейної школи «Металург» (Магнітогорськ). Виступав за «Сталеві Лиси» (Магнітогорськ), «Металург» (Магнітогорськ), «Герші Берс», «Вашингтон Кепіталс», «Торонто Мейпл-Ліфс».
В чемпіонатах КХЛ — 73 матчі, у плей-оф — 14 матчів.
В чемпіонатах НХЛ — 187 матчів, у плей-оф — 22 матчі.
Нагороди
- Найкращий воротар юніорського чемпіонату світу (2015)
- Срібний призер молодіжного чемпіонату світу (2016)
- Бронзовий призер молодіжного чемпіонату світу (2017)
- Володар Кубку Гагаріна (2016) в складі «Металурга» (Магнітогорськ)